# ヘンリー・デ・ラ・ビーチ
サー・ヘンリー・トマス・デ・ラ・ビーチ（Sir Henry Thomas De la Beche、1796年2月10日 – 1855年4月13日）は、イギリスの地質学者である。イギリス地質調査所の設立にも関わり、デヴォン州の地質調査を行った。

## 生涯
ロンドンに生まれた。父親はジャマイカに資産を持つ軍人であったが、デ・ラ・ビーチが幼いうちに没した。14歳で軍の学校に入学したが、21歳の時、ロンドン地質学会に参加し、学会の熱心なメンバーとなった。1847年から1849年には会長も務めた。イギリスだけでなく、フランスやスイスの地質学的に興味のある各地を訪れた。イギリスに戻り、コーンウォールとデヴォンの詳細な地質調査を行った。鉱山関係者との交流からデ・ラ・ビーチは、イギリスの鉱山業の発展のために、イギリス全土の地質図の編纂と鉱物試料の収集が必要であると考えた。
政府はデ・ラ・ビーチの国土測量への参加を命じた。これはイギリスの地質学調査の始まりであり、公式にはデ・ラ・ビーチが監督官に命じられた1835年に始められた。ロンドンに集められた鉱物試料を収納するためにクレイグス・コートに英国地質調査所の一部門として地質博物館の設立を働きかけ実現した。1830年の Sections and views, illustrative of geological phaenomena の出版にはじまり、多くの論文や報告をロンドン地質学会誌などに発表し、多くの著書を残した。ロデリック・マーチソン、アダム・セジウィックとデボン紀論争を行ったことでも知られる。
1819年に王立協会の会員に選ばれ、1848年にはナイトに叙された。1855年にウォラストン・メダルを受賞した。